# Anantapur
Anantapur (en telugu అనంతపురం) és una ciutat i corporació municipal de l'Índia capital del districte d'Anantapur a l'estat d'Andhra Pradesh. La població de la corporació és de 466.359 (2006) dels que 360.951 són habitants de la ciutat estricte. Hi va néixer l'expresident Shri Neelam Sanjeeva Reddy i també Shri Tarimala Nagi Reddy, àlies TN, fundador del comunisme revolucionari al país.
El 19 de juny de 2009 hi moria el missioner Vicenç Ferrer, considerat una de les persones més actives en l'ajuda, solidaritat i cooperació amb els desfavorits del tercer món.

## Història
Anantapur hauria derivat el nom de 'Anaatasagaram', un dipòsit gran, traduït com "Oceà sense final"
Les viles de Anaantasagaram i Bukkarayasamudram foren construïdes per Chilkkavodeya, ministre de Bukka I, rei de Vijayanagar. Alguns diuen que Anaantasagaram va agafar el nom de la reina esposa de Bukka però altres diuen que no va existir cap reina amb aquest nom. La fundació fou al segle xiv. Fou coneguda després com a "Hande Anantapuram" per la família Hande que va governar la ciutat i Bukkarayapatnam en feu dels reis de Vijayanagar.
Després va passar als Kutubshàhides, Mogols i als nawabs de Cuddapah, si bé la família Hande va romandre com a poder local subordinat. Fou ocupada pel palergar de Bellary durant el govern de Ramappa però fou retornada al seu fill Siddappa. Morari Rao Ghorpade va atacar Anantapur el 1757 i Siddappa va comprar amb diners la retirada dels atacants. Després va passar a mans de Hayder Ali (1775) i de Tipu Sultan. Tipu va fer penjar a tots els membres mascles de la família de Siddappa, però el mateix Sidappa es va escapar del seu captiveri a Srirangapatnam i a la mort de Tipu va retornar i va recuperar la ciutat. Siddappa es va sotmetre al nizam quan el tractat de 1799 li va donar a aquest el control de la zona. Quan els britànics van ocupar el territori (1800) li fou concedida una pensió.

## Llocs d'interès
1. Muntanyes Mallapuram a 68 km
2. Anantapur Clock Tower, centre de la ciutat
3. Temple Lepakshi
4. Puttaparthi, Prasanthi Nilayam (casa de Sri Satya Sai fundador d'institucions educatives)
5. Thimmamarri manu, un arbre en un terreny que ocupa 20.000 m2 prop de Kadiri. L'arbre figura a la guia de rècords Guinness com el més gran del món
6. Temple Venkateswara Swamy i Temple de Xiva a Tadipatri
7. Temple del Hanuman a Kasapuram, prop de Guntakal
8. Coves Belum a 15 km de Tadipatri.
9. Temple Sri Nallalamma a Kanampalli a uns 22 km
10. Temple Sri Nagalingeswara swamy a Neelampalli a uns 12 km
11. Cascada Buttre pally prop de Kadiri
12. Temple Lakshmi Narasimha swamy a Pennaohbulam a 35 km
13. Temple de Kadiri Sri Lakshmi Narasimha Swamy
14. Devarakonda, turó amb un temple al cim
15. Temple Iskcon
16. Temple de Xiva i Parvathi a Kuderu a 20 km
17. Temple de Sri Subramanyeswara Swamy a Pampanuru, a 20 km.
18. Temple de Sri Xiva a Kandukaru a 10 km.
19. Penukonda (Ghanagiri) a 70 km amb: Hazrat Baba Fakroddin Dargah, Gran Hanuman del segle xiv, Timmarusu Samadhi, Temple Narasimha swamy, Pache Parswanatha swamy (temple jainista), Gagan Mahal
20. Temple del Hanuman prop de Somuladoddi